# Крастьо Крастев
Крастьо Крастев (болг. Кръстьо Кръстев); нар. 31 травня 1866, Пірот — пом. 15 квітня 1919, Софія — перший болгарський професійний літературний критик, письменник, публіцист, перекладач, громадський діяч, учасник літературного гуртка «Мисъл».

## Біографія
Народився 31 травня 1866 в місті Пірот. Мав брата — художника Михаїла Крастева. Закінчив болгарську середню школу в рідному місті. У 1878 навчався в нещодавно відкритій першій Софійській вищій школі. У 1885 навчався в Лейпцизькому університеті.

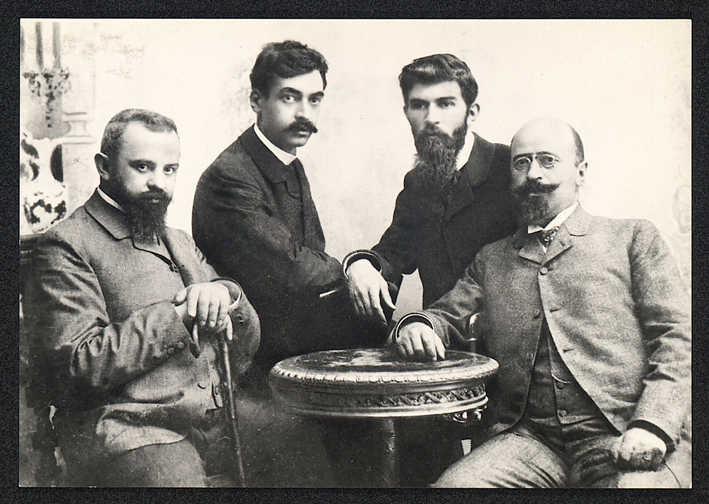
Пенчо Славейков, Пейо Яворов, Петко Тодоров, Крастьо Крастев

У 1888 захистив дисертацію. У Лейпцигу сформував свої ідеалістичні філософські погляди й отримав вчений ступінь «доктор філософії».
У 1888–1890 був директором і викладачем трикласного училища в місті Казанлик. З 1890 до жовтня 1891 — викладач логіки, психології та етики в перший Софійській гімназії для хлопчиків. Активно співпрацює з періодичними виданнями, розміщаючи в них статті з критикою та відгуками. У 1890 — редактор літературно-наукового журналу, а в 1891 розпочав видавати журнал «Критика». У 1892 він почав видавати найавторитетніший болгарський літературний журнал на межі XIX і XX століття — «Мисъл» (1892-1907).
Помер 15 квітня 1919 в Софії.

### Твори
- Курс по философия. Т. 1. Психология. София, 1891.
- Етюди и критики. С., 1894.
- Към историята на Висшето училище. С., 1897 (Второ допълнено издание — Нашият университет. Статии. С. 1907).
- Литературни и философски студии. Пловдив, 1898.
- Певец на воля и младост. С., 1906.
- Алеко Константинов. Литературен силует. Тутракан, 1907.
- Млади и стари. Критически очерки върху днешната българска литература. Тутракан, 1907 (преиздадена 2004: ISBN 9547394460).
- Петко Тодоров (П. Ю. Тодоров: Идилии). С., 1908.
- Поглед в новата българска литература. Т. 1. От Петко до Пенчо Славейков. С., 1910.
- Христо Ботйов — П. П. Славейков — П. Тодоров — П. К. Яворов. С., 1917.
- Алеко Константинов. Шест статии. С., 1917.
- Етюди, критики, рецензии. С., 1978.
- Съчинения. Том 1. С., 1996.
- Съчинения. Том 2. С., 2001 (ISBN 9544308008)
- Злочестините на България. Публицистика. Увод, съставителство и подготовка за печат Петър Трендафилов. София: Кралица Маб, 2016. ISBN 978-954-533-150-3.

Преводи
- Линиченко. История на поезията. С., 1891.
- Лесинг Г. Е. Емилия Галоти. Пловдив, 1891.